# Pinanga micholitzii
Pinanga micholitzii är en enhjärtbladig växtart som beskrevs av Auct. Pinanga micholitzii ingår i släktet Pinanga och familjen Arecaceae.
Artens utbredningsområde är Sumatera. Inga underarter finns listade i Catalogue of Life.